# Silvio Domini
Silvio Domini (Ronchi dei Legionari, 1922 – 9 dicembre 2005) è stato uno scrittore e storico italiano.

## Biografia
Silvio Domini è nato a Ronchi dei Legionari nel 1922. Diplomato all'Istituto magistrale, ha svolto fino al 1976 la professione di insegnante. Uomo di grande cultura, è stato anche violinista, pittore e ricercatore storico.
Nel 1957 viene nominato ispettore onorario della soprintendenza archeologica e per i beni ambientali, architettonici, artistici e storici del Friuli-Venezia Giulia. Si è occupato del recupero, a Ronchi dei Legionari, di villa Vicentini Miniussi. Dal 1969 è stato socio corrispondente e dal 1986 deputato della Deputazione di storia patria per il Friuli di Udine e per la Venezia Giulia di Trieste.
Nel 1985 ha realizzato, assieme a Aldo Fulizio, Aldo Miniussi, Giordano Vittori, il Vocabolario fraseologico del dialetto bisiàc, frutto di ventiquattro anni di ricerche.
Nel 1987 è stato uno dei fondatori e il primo presidente dell'Associazione Culturale Bisiaca. È stato, inoltre, socio fondatore della Pro Loco di Ronchi dei Legionari, del Consorzio culturale e dell'Istituto giuliano di storia, cultura e documentazione. Per questi e per altri meriti raggiunti nel corso della sua lunga carriera nel 1993 gli è stata conferita l'onorificenza di commendatore della Repubblica.
Ha pubblicato diversi volumi di poesie in dialetto per le quali ha ottenuto primi premi assoluti in concorsi letterari del Triveneto e nazionali. È considerato dalla critica nazionale come uno dei più interessanti e originali poeti del dialetto del secondo Novecento.
È morto il 9 dicembre 2005.

## Principali opere
Tra i suoi scritti, alcuni dei quali tradotti in sloveno, si ricordano:
- 'Na veta curta (1973)
- Verdo sul tal (1976)
- Mazidi e sogni (1978)
- Lucamara (1985)
- Vocabolario fraseologico del dialetto bisiàc (Domini, Fulizio, Miniussi, Vittori. 1985, Cappelli editore)
- Discolz pai trozi de l'anema (1990)
- Vistù de verdo (1993)
- All'ombra della rocca. La storia di Monfalcone (2002, Mgs Press editore)